# Petrinja
Petrinja – miasto w środkowej Chorwacji, w żupanii sisacko-moslawińskiej, siedziba miasta Petrinja. W 2021 roku liczyła 12 963 mieszkańców. Leży u ujścia rzeki Petrinjčicy do Kupy.

## Historia
Średniowieczna wieś o tej nazwie, wzmiankowana w roku 1201, nie znajdowała się w miejscu obecnego miasta. Jej nazwa prawdopodobnie pochodziła od łacińskiego słowa petrus, oznaczającego skałę, lub od wezwania miejscowego kościoła św. Piotra. Być może wieś powstała na miejscu rzymskiej osady. Po roku 1531 tutejsza twierdza była wielokrotnie niszczona przez najazdy tureckie.
Teren dzisiejszej miejscowości był wykorzystywany pole uprawne należące do biskupów zagrzebskich. W 1592 roku wzniesiono tu turecką twierdzę, którą 10 sierpnia 1594 podpaliły i przejęły wojska chorwackie walczące pod dowództwem arcyksięcia Maksymiliana III Habsburga. Na przełomie XVI i XVII wieku miasto stało się siedzibą kapitanatu Petrin, 20 września 1596 w jego pobliżu rozegrała się bitwa, podczas której armia turecka została rozgromiona. Od 1615 miasto należało do rodu Erdődych, a zamieszkiwali je głównie protestanccy żołnierze. Zniszczoną warownię odbudowano w 1617 roku wg. projektu włoskiego architekta Cesarego Porty.
Podczas wojen napoleońskich Petrinja była krótko okupowana przez wojska francuskie. W 1871 straciła status miasta garnizonowego i tym samym została w pełni włączona do chorwackiego systemu administracyjnego – utworzono radę miejską, a w urzędach wprowadzono język chorwacki zamiast dotychczasowego niemieckiego. W 1883 miasto włączono do żupanii zagrzebskiej. W latach 1907– 1914 uregulowano bieg rzeki Petrinjčicy, a miejscowość zelektryfikowano. W 1922 rozpoczęto budowę sieci kanalizacyjnej. W 1930 miasto liczyło ponad 6 tysięcy mieszkańców.
W 1945 roku Petrinja została zajęta przez dywizję jugosłowiańskich partyzantów, którzy dokonali egzekucji wielu wojskowych zamieszkujących miasto.

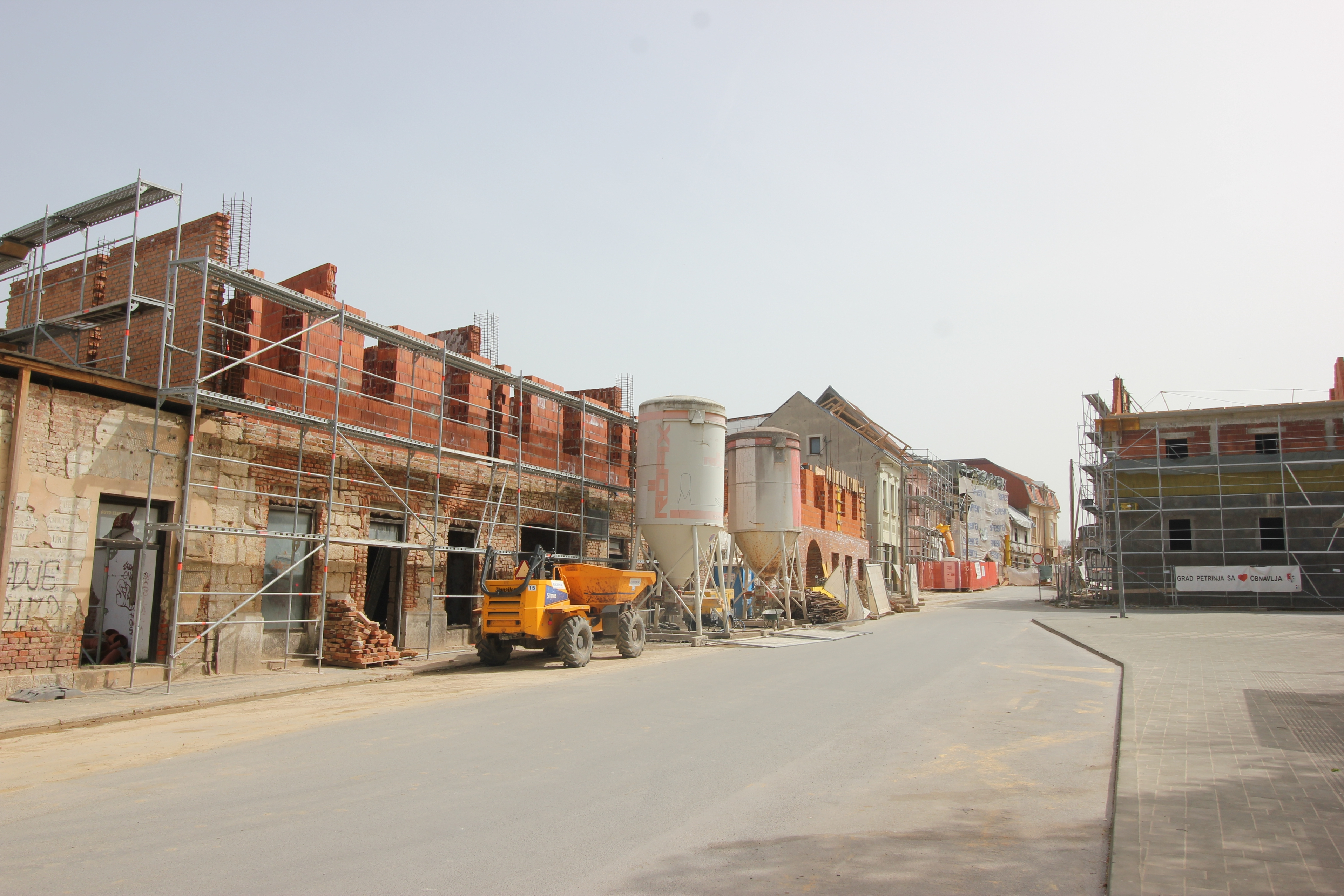
Kamienice odbudowywane po trzęsieniu ziemi (2024)

W 1981 43,6% mieszkańców stanowili Chorwaci, a 37,5% – Serbowie. Od 1990 Serbowie blokowali drogi w okolicach Petrinji, a we wrześniu 1991 przeprowadzono pierwszy atak ma miasto. W 1995 miejscowość wyzwolono wskutek operacji „Burza”.
28 grudnia 2020 roku, o 6:28 rano wystąpiło silne trzęsienie ziemi o sile 5.0 w skali Richtera. W bliskiej okolicy miasta znajdowało się jego epicentrum. Obyło się bez ofiar. Nazajutrz, tj. 29 grudnia o godzinie 12:19, ziemia zatrząsała się ponownie. Tym razem trzęsienie miało siłę 6.2 w skali Richtera. W całym mieście, a szczególnie w centrum, wiele budynków uległo zniszczeniu. Życie straciło 7 osób.

## Zabytki
- Kościół św. Wawrzyńca z lat 1780-1781, zniszczony podczas wojny domowej, rozebrany i konsekrowany po rekonstrukcji w roku 2000[4].
- Ratusz, wyremontowany po trzęsieniu ziemi z 2020[5].